# Chuck Bednarik
Charles Philip „Chuck“ Bednarik (* 1. Mai 1925 in Bethlehem, Pennsylvania; † 21. März 2015 in Richland, Pennsylvania), Spitzname: Concrete Charlie, war ein US-amerikanischer American-Football-Spieler. Er spielte in der National Football League (NFL) bei den Philadelphia Eagles als Linebacker und Center.

## Jugend
Chuck Bednarik wurde 1925 als Sohn slowakischer Einwanderer geboren. Er hatte noch fünf Geschwister und besuchte in seiner Geburtsstadt die Liberty High School, wo er neben American Football auch Basketball und Baseball spielte. Nach seinem High-School-Abschluss diente er in der USAAF. Er wurde nach seiner Ausbildung in Florida und Boise, Idaho, als Maschinengewehrschütze eines B-24 Bombers nach England verlegt. Von dort aus flog er während des Zweiten Weltkriegs als Angehöriger der 8. US-Luftflotte insgesamt 30 Einsätze über Deutschland. Für seinen Kriegseinsatz wurde er unter anderem mit vier Battle Stars ausgezeichnet.

## Spielerlaufbahn

### College
Charles Bednarik studierte von 1945 bis 1948 an der University of Pennsylvania. In den Jahren 1946 bis 1948 spielte er als Center in der Offense der Footballmannschaft seines Colleges, kam aber auch in der Defense als Linebacker zum Einsatz. In seiner ersten Saison lief er ab dem dritten Spiel als Starter seines Teams auf. Er blieb bis zum Ende seines Studiums Stammspieler seiner Mannschaft. Es war für Bednarik fortan üblich die ganze Spielzeit lang auf dem Spielfeld zu stehen. Für seine sportlichen Leistungen wurde er 1946 und 1948 zum All-American gewählt. Im Jahr 1948 erhielt er den Maxwell Award.

### NFL
Bednarik wurde im NFL Draft 1948 vom amtierenden Meister der NFL, den Philadelphia Eagles, in der ersten Runde als erster Spieler ausgewählt. Der Head Coach der Mannschaft aus Philadelphia, Greasy Neale, hatte aus seiner Mannschaft ein Spitzenteam geformt. Zahlreiche spätere Mitglieder in der Pro Football Hall of Fame, wie der Runningback Steve Van Buren, der End Pete Pihos oder der Linebacker Alex Wojciechowicz spielten für die Mannschaft aus Pennsylvania. Bednarik erhielt für seine Vertragsunterschrift ein Handgeld von 3.000 US-Dollar und ein Jahressalär von 12.000 US-Dollar.
Auch für die Eagles kam Bednarik, sowohl in der Offense, als auch in der Defense zum Einsatz. Im Jahr 1949 konnte Bednarik seinen ersten Meistertitel gewinnen. Die Eagles gewannen in der Regular Season elf von zwölf Spielen und zogen in das Endspiel gegen die Los Angeles Rams ein. Die Eagles gewannen das Spiel mit 14:0. Nach der Spielrunde 1960 gewann Bednarik seinen zweiten Meistertitel. Die Eagles trafen nach zehn gewonnenen Spielen in der Regular Season im Endspiel auf die von Vince Lombardi trainierten Green Bay Packers. Obwohl der Quarterback der Packers, Bart Starr, eine sehr gute Leistung gezeigt hatte, gingen die Eagles mit einem 17:13 als Sieger vom Platz. Bednarik hatte an dem Sieg maßgeblichen Anteil. Im letzten Spielzug stoppte er den Fullback der Packers Jim Taylor acht Yards vor der Endzone der Eagles. Bednarik war der einzige Spieler seines Teams, der noch in das Spiel eingreifen konnte. Bei einem Touchdown durch Taylor wäre den Packers der Sieg nicht mehr zu nehmen gewesen. Chuck Bednarik beendete nach der Spielzeit 1962 seine Spielerlaufbahn.

## Spielweise
Chuck Bednarik war für seine harten Tackles bei seinen Gegenspielern gefürchtet. Im Jahr 1960 brachte er Frank Gifford, den Runningback der New York Giants, derart hart zu Fall, dass dieser zehn Tage in einem Krankenhaus verbringen musste und in der Saison 1961 nicht eingesetzt werden konnte. In der Regel spielte er sowohl in der Defense als auch in der Offense seiner Mannschaft, was heute nicht mehr üblich ist. Mehrfach hat er dafür die heutigen Spieler kritisiert, die bereits nach wenigen Spielzügen aufgrund des Kräftemangels wieder vom Platz müssen.

## Neben der Laufbahn
Bednarik war verheiratet und wurde Vater von fünf Töchtern. Während der spielfreien Zeit war Bednarik als Betonverkäufer tätig, was ihm auch seinen Spitznamen einbrachte. Nach seiner Spielzeit war er 26 Jahre lang der Vorsitzende der Pennsylvania State Athletic Commission. Er starb am 21. März 2015 im Alter von 89 Jahren nach kurzer Krankheit in einer Einrichtung für betreutes Wohnen in Richland, Pennsylvania und wurde auf dem Saint Joseph Calvary Cemetery in Limeport beerdigt.

## Ehrungen
Chuck Bednarik spielte achtmal im Pro Bowl, dem Abschlussspiel der besten Spieler einer Saison. Nach dem Pro-Bowl-Spiel 1953 wurde er zum Pro Bowl MVP gewählt. Bednarik wurde zehnmal zum All-Pro nominiert. Er ist Mitglied im NFL 1950s All-Decade Team, in der Pro Football Hall of Fame, in der College Football Hall of Fame und in der Philadelphia Sports Hall of Fame. Seine Rückennummer wird durch die Eagles nicht mehr vergeben, sie ehren ihn zudem auf der Philadelphia Eagles Hall of Fame. Die Zeitschrift „The Sporting News“ wählte ihn 1999 auf Platz 54 der Liste über die 100 besten Footballspieler aller Zeiten. In seiner Geburtsstadt wurde ein Sportplatz nach ihm benannt. Der Maxwell Football Club vergibt jährlich den Chuck Bednarik Award an den besten Abwehrspieler im College Football.